# Summ, summ, summ

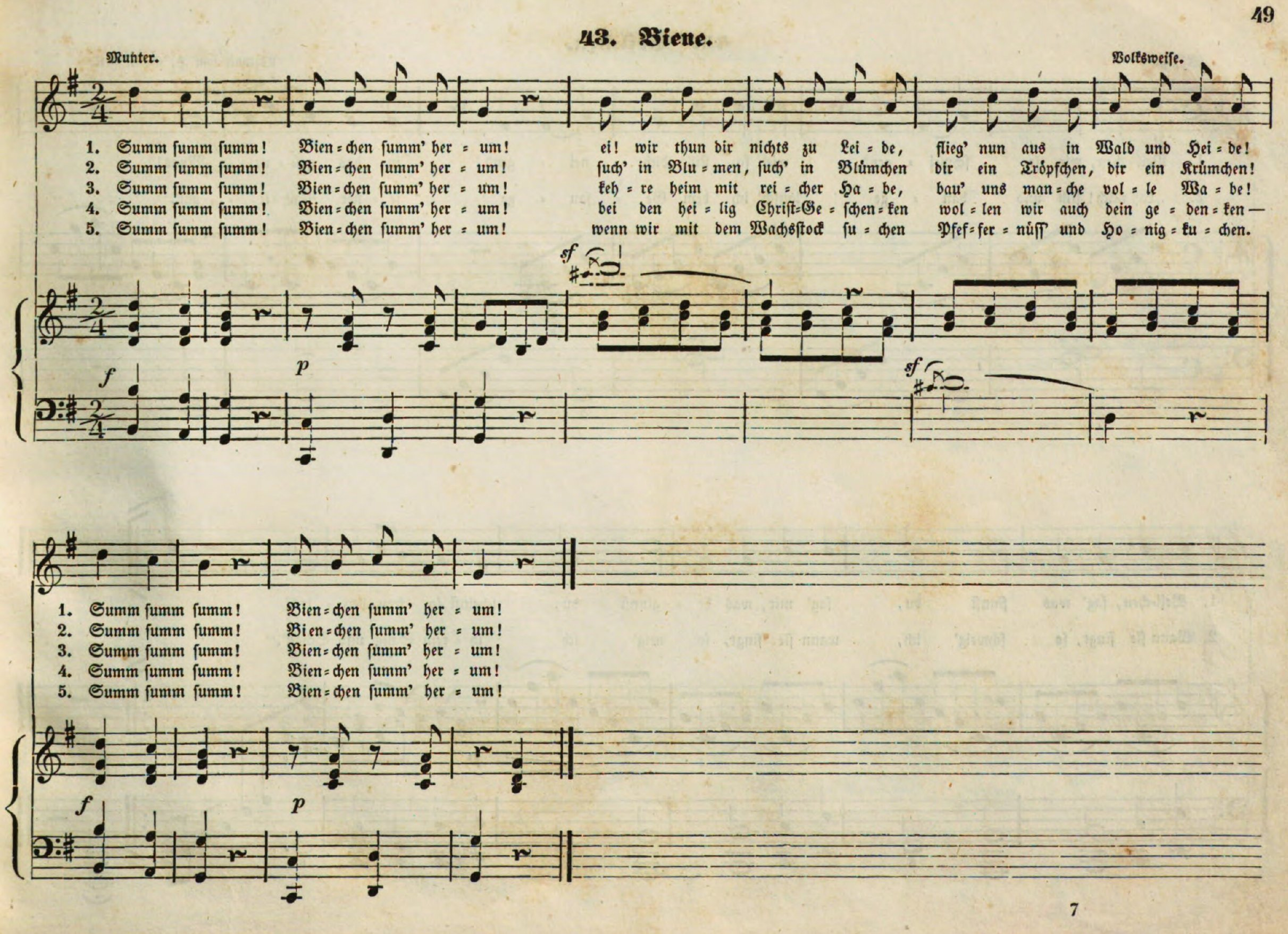
Lied: Summ, summ, summ von 1843

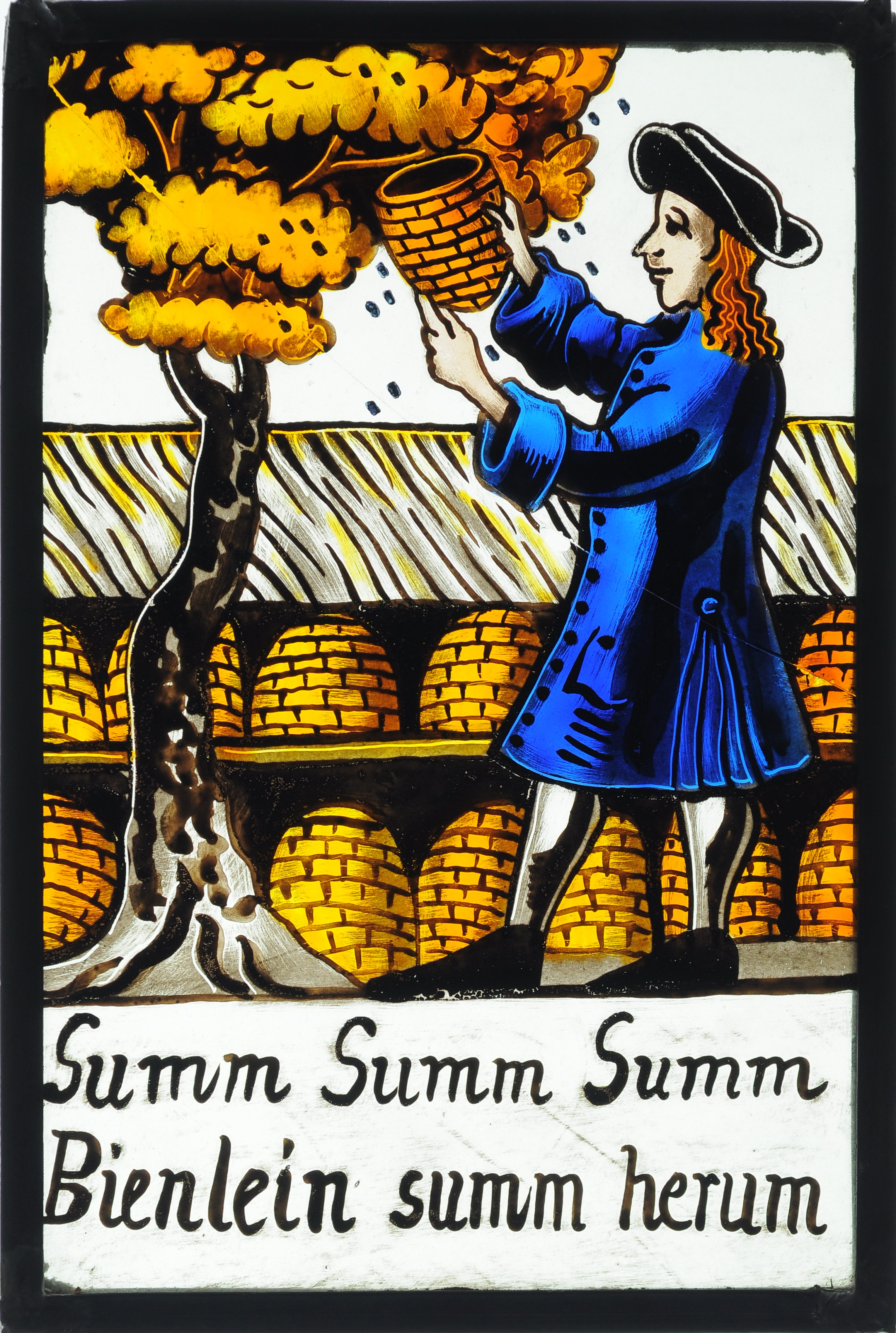
Kopie einer deutschen Bierscheibe von 1753

„Summ, summ, summ“ ist ein beliebtes deutsches Kinderlied.
August Heinrich Hoffmann von Fallersleben verfasste den Text 1835 unter dem ursprünglichen Titel Biene. Es erschien 1843 in Leipzig sowohl in Hoffmanns Liedersammlung Funfzig Kinderlieder beim „Verlag von Mayer und Wigand“, als auch in seinem Gedichtband in der Weidmannschen Buchhandlung.
Der Text ist entfernt an den Lorscher Bienensegen aus dem 10. Jahrhundert angelehnt.

## Text
Originaltext:
Summ summ summ!

Bienchen summ’ herum!

ei! wir thun dir nichts zu Leide,

flieg’ nun aus in Wald und Heide!

Summ summ summ!

Bienchen summ’ herum!

Summ summ summ!

Bienchen summ’ herum!

such’ in Blumen, such’ in Blümchen

dir ein Tröpfchen, dir ein Krümchen!

Summ summ summ!

Bienchen summ’ herum!

Summ summ summ!

Bienchen summ’ herum!

kehre heim mit reicher Habe,

bau’ uns manche volle Wabe!

Summ summ summ!

Bienchen summ’ herum!

Summ summ summ!

Bienchen summ’ herum!

bei den heilig Christ-Geschenken

wollen wir auch dein gedenken –

Summ summ summ!

Bienchen summ’ herum!

Summ summ summ!

Bienchen summ’ herum!

wenn wir mit dem Wachsstock suchen

Pfeffernüss’ und Honigkuchen.

Summ summ summ!

Bienchen summ’ herum!

## Melodie
Die Melodie des Liedes folgt einer Volksweise aus Böhmen, die erstmals 1825 aufgezeichnet worden sein soll. Sie umfasst 12 Takte je Strophe und steht im 2/4-Takt. In der von Ernst Heinrich Leopold Richter mit einer Klavierbegleitung versehenen Erstausgabe steht sie in G-Dur. Eine alternative Melodie, die mit dem Volkslied keine Ähnlichkeit aufweist, komponierte Carl Reinecke 1875 unter dem Titel An die Biene als Nr. 4 seiner Acht Kinderlieder mit leichter Pianoforte- und Violin-Begleitung op. 138. Der US-amerikanische Komponist Otto Dresel (1826–1890) komponierte 1847 eine Fassung für Gesangs-Duett und Klavier.
Die Melodie nach Hoffmann von Fallersleben 1843: